# تالیا لاوی
تالیا لاوی (انگلیسی: Talya Lavie؛ زادهٔ ۲۷ آوریل ۱۹۷۸) کارگردان فیلم، نویسنده، و فیلم‌نامه‌نویس اهل اسرائیل است.